# Charo López
María del Rosario López Piñuelas, plus connue comme Charo López, est une actrice espagnole née le 28 octobre 1943 à Salamanque.

## Biographie
Elle commence sa carrière en 1967, elle est surtout connue pour sa participation dans Au-delà de l'amour (1975), Adulterio nacional (1982), La Ruche ou Les Secrets du cœur (1997), où grâce à son rôle, elle remporte le Prix Goya du meilleur second rôle féminin. On la voit régullièrement à la télévision ou au théâtre.
En 2008, il reçoit la Médaille d'or du mérite des beaux-arts par le Ministère de l'Éducation, de la Culture et des Sports.

## Filmographie
- 1973 : Las Estrellas están verdes de Pedro Lazaga : Ana
- 1975 : Au-delà de l'amour de Pedro Lazaga : Irene
- 1975 : Ah sì? E io lo dico a Zzzzorro! de Franco Lo Cascio : Rosita Florenda
- 1980 : Adiós, querida mamá de Francisco Lara Polop
- 1982 : Adulterio nacional de Francisco Lara Polop : Hortensia
- 1982 : La Ruche de Mario Camus : Nati Robles
- 1993 : Kika de Pedro Almodóvar : Rafaela
- 1997 : Les Secrets du cœur, de Montxo Armendáriz : Maria